# صور مقربة

تُعد الصورة المُقرَبة (packshot) (أيضًا pack shot) صورةً ثابتة أو متحركة لمنتَج ما تشمل عادةً التغليف الخاص به وهي عادة ًتمثل شهرة المنتَج في الإعلان أو الوسائط الأخرى.
وهي تُعد مثيرًا مهمًا لدفع عملية البيع؛ حيث تهدف إلى إطلاق شرارة تمييز المنتج في السوق وعلى أرفف العرض.
ويشير مصطلح الصورة المُقرَبة أيضًا إلى استثمار المنتَج في فيلم أو برامج التليفزيون.
وغالبًا ما تسيطر الصورة المُقرَبة على الإعلانات التجارية التليفزيونية مستغرقةً من ثانيتين إلى خمس ثوانٍ من مدة الإعلان التي تبلغ ثلاثين ثانية.
وقد أدت الصور المُقرَبة الملفقة أو المُسربَة للمنتجات التي لم يتم إصدارها إلى حدوث حالة من الجدل أو زيادة الاهتمام بالمنتج.
وقد تكون الصور المُقرَبة عبارة عن صورة فوتوغرافية بسيطة للمنتج على خلفيةٍ بيضاء أو قد تستلزم استخدام الدعائم المُنمقة. وأحيانًا يكون للمنتجات التي تباع كتنزيلاتٍ رقمية، مثل البرمجيات، صور مُقرَبة تم توليدها رقميًا في حال عدم وجود منتج طبيعي أو تغليف.